# Batería de sal fundida
Las pilas (una celda) o baterías (varias celdas) de sal fundida son un tipo de pilas, tanto primarias como secundarias, de alta temperatura de funcionamiento, que usan la sal fundida como electrolito. Ofrecen tanto una densidad energética más elevada por la mayor variedad y diferencia de potencial eléctrico de los electrodos, como una mayor potencia específica, por la mayor conductividad iónica de la sal fundida. Son características que las hacen muy prometedoras para la propulsión de vehículos eléctricos. Sin embargo, tienen problemas de seguridad e inflamabilidad por sus elevadas temperaturas de trabajo (400 a 700 °C), y necesitan, por tanto, materiales estructurales de la batería con características muy especiales. Cabe decir que algunos diseños más modernos operan a temperaturas un poco más bajas, de 270 a 350 °C.
También conocidas como baterías térmicas, tienen su electrolito como característica diferenciadora: es sólido e inactivo a temperatura ambiente, lo cual impide su carga o descarga en frío; sin embargo a altas temperaturas el electrolito se licúa y puede reaccionar químicamente para dar o recibir electricidad.

## Historia
Las «baterías activadas térmicamente» fueron concebidas durante la Segunda Guerra Mundial por los alemanes, y fueron utilizadas en las famosas «bombas volantes V-2». El Doctor Georg Otto Erb es considerado como creador de la batería de sal molida, que utilizaba el calor del cohete para mantener fundida la sal durante su misión. Esa tecnología fue transferida a Estados Unidos en 1946, e inmediatamente adaptada para sustituir los sistemas de baterías líquidas que se habían utilizado previamente en las «espoletas de proximidad» para artillería, y que habían originado muchos problemas. Posteriormente han sido la fuente primaria de energía eléctrica para muchos misiles, como el AIM-9 Sidewinder, MIM-104 Patriot, BGM-71 TOW, BGM-109 Tomahawk y otros.

## Funcionamiento como pilas primarias
En estas baterías el electrolito se inmoviliza cuando se ha fundido, gracias a un sello especial de óxido de magnesio, que se mantiene en su lugar por capilaridad. Esta mezcla pulverulenta se comprime en "pellets" para formar un separador entre el ánodo y el cátodo de cada célula dentro del vaso de la batería. Mientras el electrolito(sal) permanece sólido, la batería queda inerte y permanece inactiva. Cada celda contiene también una "fuente de calor pirotécnica" que se utiliza para calentar la celdilla hasta la temperatura teórica de funcionamiento, de entre 400 y 550 °C.
Hay dos tipos de diseño, uno usa una mecha de espoleta (que contiene cromato de bario y zirconio pulverizado en papel cerámico) a lo largo del extremo de los pellets de calentamiento para iniciar la ignición. La mecha de espoleta se suele encender mediante un ignitor eléctrico o "Squib" por aplicación de corriente eléctrica a través de él. El segundo diseño usa un orificio central en el centro del vaso de la batería, en el cual el ignitor eléctrico de alta energía dispara una mezcla de gases calientes y partículas incandescentes. El diseño de orificio central permite tiempos de activación muchas más rápidos (pasa de centenares a decenas de milisegundos) en relación con el diseño de tira de espoleta. Otro método de activación es el de «fulminante» (como los de los cartuchos de las armas de fuego). Preferiblemente, el fulminante no debe originar gases de combustión. La fuente habitual de calor consiste en mezclas de limaduras de hierro y perclorato de potasio, en proporciones de peso de teóricamente 88/12,  86/14 y 84/16. Cuanto mayor sea el nivel de perclorato de potasio, mayor será la producción de calor (Habitualmente 200, 259 y 297 calorías gramo, respectivamente).
La propiedad de almacenamiento mientras no está activada tiene el doble beneficio de impedir el deterioro de los materiales activos durante el almacenaje y, al mismo tiempo, elimina la pérdida de capacidad debida a la autodescarga hasta que la batería se pone en funcionamiento. Pueden ser por tanto almacenados indefinidamente (hasta 50 años) y así suministrar el tope de potencia al instante, en cuanto se les requiere. Una vez activada la batería, suministra una Intensidad mínima que varía desde una muy grande durante pocos segundos (o décimas de segundo) hasta una duración en usos típicos de 60 minutos o más. Su potencia máxima puede llegar a ser de kilovatios. Esa alta capacidad de suministro de potencia se debe a la altísima conductividad iónica de la sal fundida, que es unas 1000 veces superior que la del ácido sulfúrico en la batería «plomo-ácido».  Las baterías térmicas más antiguas usaban ánodos de calcio o de magnesio, con cátodos de cromato de calcio o vanadio, u óxidos de tungsteno, pero las aleaciones de litio reemplazaron a todos estos materiales en la década de los 80, con aleaciones de litio-silicio en lugar de las más antiguas de litio-aluminio. El cátodo correspondiente a los ánodos de aleación de litio es fundamentalmente disulfito de hierro (pirita) o 2 sulfito de cobalto para aplicaciones de alta potencia. El electrolito es normalmente una mezcla eutéctica de cloruro de litio y cloruro de potasio. Más recientemente, otros electrolitos eutécticos de más bajo punto de fusión, basados en el bromuro de litio, bromuro de potasio, y cloruro de litio o fluroruro de litio han sido usados para suministrar períodos útiles más prolongados; también son mejores conductores. La batería también llamada «todo litio» basada en cloruro de litio, bromuro de litio, y fluoruro de litio  -esta batería no tiene pues, sales de potasio-,se utiliza también para aplicaciones de alta potencia, a causa de su alta conductividad iónica.
Todas estas baterías se usan casi exclusivamente para aplicaciones militares, como armas de «un solo disparo» especialmente misiles guiados. Sin embargo, los laboratorios Argonne National Laboratories estudiaron su posible uso en vehículos eléctricos, dado que esta tecnología permite la recarga de las baterías.

## Funcionamiento como pilas secundarias
Desde los años 1960 se ha investigado y desarrollado mucho en el campo de las baterías recargables que utilizan sodio (Na) para los electrodos negativos. El sodio resulta interesante por su alto potencial de reducción, de -2,71 V, su bajo peso y su naturaleza «no tóxica» su relativa abundancia y disponibilidad, y su bajo coste.
Con objeto de construir baterías prácticas, el sodio debe presentarse en estado líquido, pero su temperatura de fusión es de 98 °C, lo cual significa que las baterías deben trabajar a altas temperaturas, generalmente a más de 270 °C.
Las baterías SODIO-AZUFRE, y LITIO-AZUFRE comprenden dos de los sistemas más avanzados de baterías de sal triturada. La batería NaS ha alcancado un estado de desarrollo más importante que su correspondiente de litio; tiene mayor interés ya que emplea materiales para los electrodos que son abundantes y baratos. Por tanto, la primera batería comercial que se produjo fue una batería de sodio-azufre que usa azufre líquido para el ánodo y un electrolito sólido de tubo cerámico de beta-alúmina-. (Beta Alumina Solid Electrolyte; BASE). La corrosión de los aislantes se manifestó como un problema importante en ese desfavorable ambiente químico, pues estos electrodos gradualmente se volvían conductores y su ratio de autodescarga aumentaba. Un problema añadido fue el crecimiento dendrítico del sodio en las baterías NaS, lo cual llevó al desarrollo de la Batería ZEBRA.

## La batería ZEBRA
(NaNiCl).
Es una de las baterías recargables que más prometen son las conocidas como Zebra. Es una pila secundaria que opera a 250 °C y utiliza sodio-aluminio-cloro (NaAlCl4) o sodio-níquel-cloro (NaNiCl) triturado, que tiene un punto de fusión de 157 °C, como electrolito. El electrodo negativo es sodio triturado. El electrodo positivo es níquel, cuando está la batería descargada, y cloruro de níquel cuando está cargada. Ya que el níquel y el cloruro de níquel son prácticamente insolubles en soluciones neutras y básicas, es posible el contacto íntimo entre electrolito y electrodos, lo cual conlleva una muy pequeña resistencia a la transferencia de cargas. Se necesita un separador de beta-alúmina en forma cerámica, dado que tanto el sodio como el cloroaluminato son líquidos a la temperatura de trabajo. Esta batería es una invención de 1985 realizada por el grupo Zeolite Battery Research Africa Project (ZEBRA), liderado por Johan Coetzer en el Consejo de Investigación Científica e Industrial de Pretoria -Sudáfrica-, del cual proviene el nombre de esta batería. Ha estado, en 2009, en desarrollo durante más de 20 años. Su nombre técnico es: batería de Na-NiCl2.
La batería ZEBRA tiene unas característricas interesantes de energía y potencia (90 Wh/kg y 150 W/kg). Tienen una alta densidad energética, pero operan en un rango de temperaturas que va de 270 °C a 350 °C, lo que requiere un aislamiento. Para comparar, la batería de litio-ferrofosfato (LiFePO4) almacena de 90 a 110 Wh/kg y las más comunes baterías de Litio-Ion (LiCoO2) almacenan de 150 a 200 Wh/kg. Las baterías de Nano Litio-Titanato almacenan de 72 a 116 Wh/kg, mientras que presentan un pico de potencia de 760 a 1250 W/kg. El electrolito líquido se congela a 157 °C, y la temperatura normal de operación es de 270 grados centígrados a 359 °C. El electrolito de beta-alúmina que ha sido desarrollado para este sistema es muy estable, tanto para el sodio metálico como para el cloroaluminato de sodio. Los elementos primarios usados en la fabricación de la batería ZEBRA (sodio, cloro y aluminio) tienen una disponibilidad mundial y unas reservas totales mucho más grandes que los de las baterías de litio ion. Sus vidas útiles sobrepasan los 1500 ciclos, para cinco años, que llegan a 3000 ciclos para su uso en ocho años con módulos de 10 o de 20 celdillas. Los vehículos alimentados por baterías ZEBRA han cubierto más de 2 millones de km. Por ejemplo, la furgoneta eléctrica Modec usa baterías ZEBRA (en el modelo de 2007). El Th!nk City también usa baterías ZEBRA.
Son muy apropiadas en autobuses eléctricos y camiones eléctricos
Entre sus inconvenientes, además de la temperatura de trabajo, están las pérdidas térmicas cuando no se usa la batería. Cuando no se usan, las baterías ZEBRA estarán preferiblemente bajo carga pues así el electrolito permanecerá fundido para su uso cuando se necesite. Si se apaga y se permite que se solidifique, estas baterías se deben recalentar durante un período de incluso dos días para que se alcance la temperatura y se dé una plena carga. Este tiempo de recalentamiento varía dependiendo del estado de carga de la batería, cuando fue desconectada, la temperatura inicial y, por supuesto, la potencia utilizada para el recalentamiento. Después de una completa desconexión de la batería, una batería completamente cargada suele tardar tres días en enfriarse y solidificar.
En Stabio, en el sur del cantón del Tesino (Suiza), se encuentra una fábrica (denominada FZ Sonick) que produce  baterías Zebra en serie. está construyendo una fábrica para producir estas baterías en serie.